# Karp (lớp tàu ngầm)
Tàu ngầm lớp Karp (tiếng Nga: Карп) là một nhóm các tàu ngầm được đóng bởi Krupp Germaniawerft cho lực lượng hải quân đế quốc Nga. Nó được yêu cầu đóng một cách khẩn cấp năm 1904 do cuộc chiến tranh Nga-Nhật bùng nổ. Với thiết kế 2 lớp vỏ 7 thùng dằn tàu và có khả năng lặn tối đa 16 fathom (96 feet). Đội tàu này hoàn tất sau cuộc chiến nên đã chuyển cho hạm đội biển Đen năm 1908. Thiết kế này đã được dùng cho chiếc tàu ngầm U-boat thử nghiệm đầu tiên của Đức là SM U-1 mà sau đó đã được đưa vào phục vụ trong lực lượng hải quân Đức năm 1906.
Chiếc Kambala bị chìm năm 1909. Lý do và địa điểm nó bị chìm vẫn chưa được biết. Năm 1918 hai chiếc còn lại là Karp và Karas được chuyển cho lực lượng hải quân Ukrainian.